# 嘉庚体育馆
嘉庚体育馆位于福建省厦门市集美区同集南路与乐海路交汇处，是一座室内多功能文化体育场馆。场馆占地面积42132平方米，其中总建筑面积38028平方米，由3层的比赛馆、活水馆和2层的训练馆组成，并附带地下配套商业空间。体育馆总投资达2.36亿元，于2002年4月完成桩基施工，2005年2月主体封顶，2006年4月23日举行了落成典礼。
嘉庚体育馆按国际双甲级综合型标准建设，采用“政府出资，社会化运营”的模式，是厦门市首个社会化运营的体育馆，运营企业为厦门宝达投资管理有限公司。体育馆可以举办篮球、羽毛球等单项标准或商业竞技比赛，也可以举办商业展销、文化演出和大型集会。体育馆承接过的音乐活动有张杰2016“我想”世界巡演、“郎朗与朋友们”巡回演出音乐会等，它亦作为福建省地震局指定的Ⅲ类地震应急避难场所。

## 承办的重要赛事
- 第十五届中国大学生篮球联赛半决赛、决赛[6]
- 第十二届全球华人羽毛球团体锦标赛[7]

## 交通

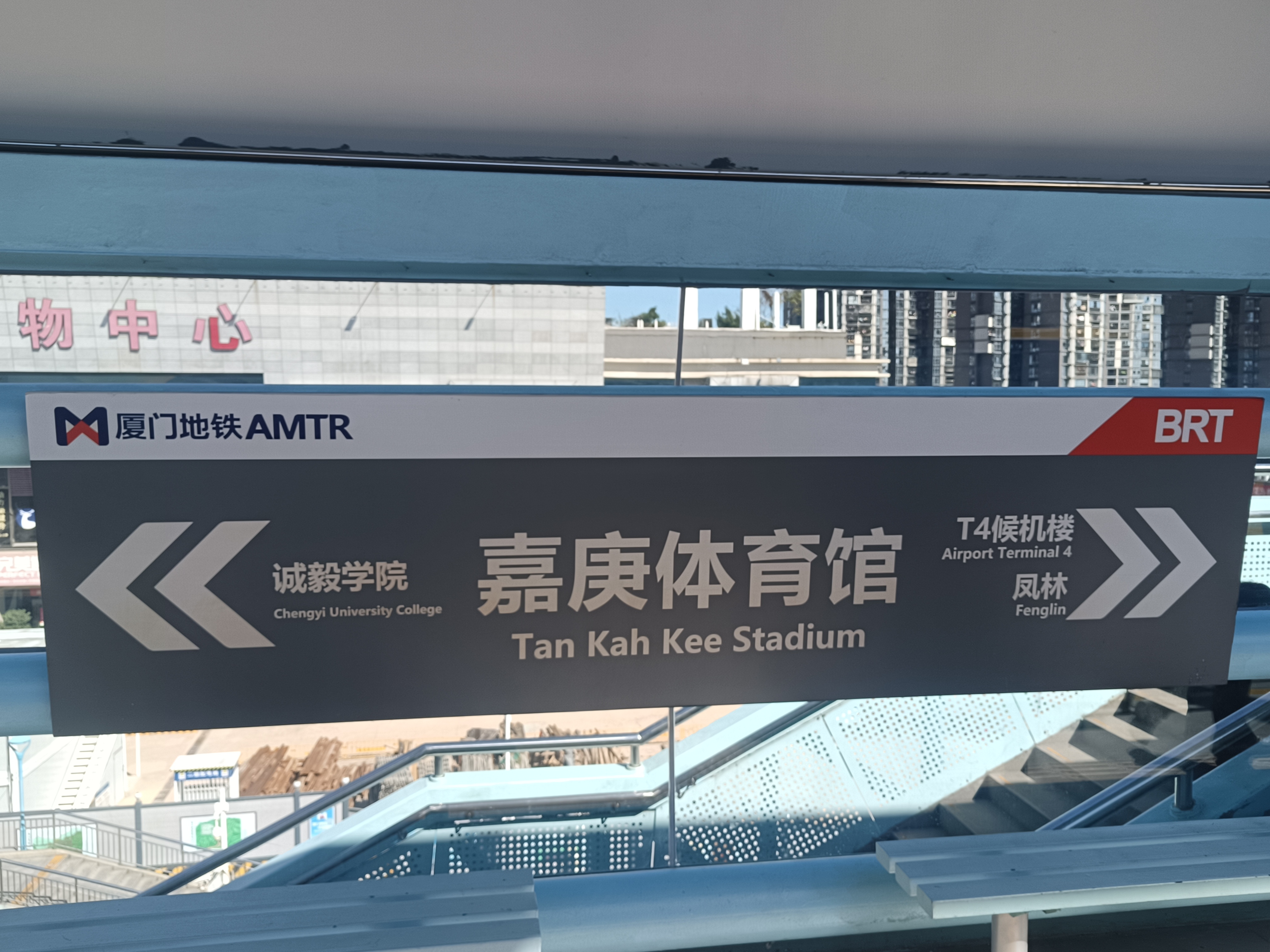
厦门快速公交嘉庚体育馆站（摄于2024年）

嘉庚体育馆临近嘉庚公交场站，M19路地铁连接线（旧称928路）等线路以嘉庚公交场站为首末站，途径或曾途径嘉庚体育馆公交站的公交线路有909路等。设立在体育馆附近的厦门快速公交嘉庚体育馆站有快1线、快6线和快7线3条线路经过。
2022年，乐海路与浔江路交叉处开始修建地铁站嘉庚体育馆站，厦门轨道交通6号线计划通过本站。

## 荣誉
- 2021年-2023年厦门市诚信经营体育场馆[13]